# Пеллетье, Вильфрид
Вильфри́д Пеллетье́ (фр. Joseph Louis Wilfrid Pelletier; 20 июня 1896, Монреаль — 9 апреля 1982, Нью-Йорк) — канадский дирижёр и музыкальный педагог.

## Личная жизнь
Вильфрид Пеллетье родился в Монреале в 1896 году. Его отец был пекарем и одновременно возглавлял местный оркестр. Именно на выступлениях этого оркестра произошло знакомство Вильфрида с музыкой. С 1904 года он брал уроки игры на фортепиано, композиции и сольфеджио.
Первой женой Пеллетье была Берта Жаннотт, сестра оперного певца и импресарио Альберта Клерка-Жаннотта. От этого брака у него родились двое сыновей, Камиль и Франсуа. Берта сопровождала его в поездке в Европу во время Первой мировой войны. Позже Пеллетье развелся с ней и в 1925 году женился вторично, на американской певице Куине Марио. Этот брак также закончился разводом, и в 1937 году третьей женой Пеллетье стала певица-сопрано Роз Бамптон.
В 1970 году Вильфрид Пеллетье завершил профессиональную карьеру и поселился в Нью-Йорке. Там в 1972 году он издал свои мемуары, «Неоконченная симфония…» (фр. Une symphonie inachevée...). Он умер в Нью-Йорке в 1982 году и похоронен в Уэйне (Пенсильвания).

## Профессиональная карьера
Вильфрид Пеллетье начал свою музыкальную карьеру в 12 лет как ударник. В 1910 году стал пианистом в монреальском Théâtre National, а на следующий год был приглашен в качестве пианиста-репетитора в местный оперный театр, с которым работал до роспуска труппы в 1913 году. В 1916—1917 г. жил в Европе, учился в Париже у Изидора Филиппа и Шарля Мари Видора. Затем, покинув Францию из-за трудностей военного времени, перебрался в США и по рекомендации Пьера Монтё поступил в «Метрополитен Опера» в качестве репетитора французского репертуара, а затем дирижёра-ассистента. В «Метрополитен Опера» Пеллетье работал с Карузо, Грейс Мур, Джеральдиной Фаррар и другими знаменитыми певцами. Одновременно Пеллетье работал в качестве ассистента дирижёра с оркестром, сопровождавшим гастрольные поездки выдающегося певца Антонио Скотти, и уже в 1920 г. впервые продирижировал полностью оперой («Трубадур» Верди) в Мемфисе. После этого он получил место помощника дирижёра уже в «Метрополитен Опера», а в 1929 году стал штатным дирижёром этого театра, оставаясь в этой должности до 1950 года.
В 1934 г. основал в Монреале оркестр Симфонические концерты (ныне Монреальский симфонический оркестр) и руководил им на протяжении пяти лет. Одновременно Пеллетье работал над идеей Монреальских фестивалей и в 1936 году открыл первый из них исполнением «Страстей по Матфею» (в 1965 году ему же было доверено дирижировать последней программой Монреальских фестивалей — «Временами года» Гайдна).
В 1943 г. Пеллетье возглавил новосозданную Квебекскую консерваторию и оставался на этом посту до 1961 г. В 1951—1966 гг. он также был музыкальным руководителем Симфонического оркестра Квебека. В 1963 г. концертом со своим прежним коллективом, Монреальским симфоническим оркестром, Пеллетье открыл только что построенный в Монреале центр «Площадь искусств» (фр. Place des Arts); тремя годами спустя, к 70-летию Пеллетье, главный концертный зал этого центра был назван Залом Пеллетье в его честь (этот зал, вмещающий около 3000 зрителей, до сих пор остаётся крупнейшим многофункциональным концертным залом Канады). Последний раз Пеллетье дирижировал оркестром 30 августа 1978 года, когда ему было уже больше 80 лет, на концерте, организованном в его честь в Монреале.
На протяжении жизни Пеллетье уделял большое внимание поиску и развитию юных талантов, а также привлечению внимания молодёжной аудитории к классической музыка. В Нью-Йорке в 1936 году он организовал радиопрослушивания молодых певцов для «Метрополитен Опера». В 1935 году в Монреале благодаря ему начали проводиться летние концерты для юношества (аналогичная серия для англоязычной аудитории проводится с 1947 года). С 1952 по 1957 год он дирижировал «Детскими концертами» Нью-Йоркского филармонического оркестра. С 1967 по 1969 год Пеллетье возглавлял национальную организацию «Музыкальная молодёжь Канады» (фр. Jeunesses musicales du Canada).

## Признание
Вильфриду Пеллетье были присвоены звания почетного доктора восемью различными вузами Канады и США: Монреальским университетом (1936), университетом Лаваля (1952), университетом Альберты (1953), Нью-Йоркским музыкальным колледжем (1959), колледжем Хобарта (Женева, штат Нью-Йорк, 1960), Оттавским университетом (1966), университетом Макгилла (1968) и университетом Квебека (1978).
Пеллетье был рыцарем ордена Данеброг (Дания) и компаньоном ордена Святого Михаила и Святого Георгия (Великобритания, 1946), а также кавалером ордена Почетного легиона (Франция, 1947) и компаньоном ордена Канады (1968). В 1962 и 1975 годах он был награждён медалями Совета Канады по искусству и Совета Канады по музыке.
В честь Пеллетье названы бульвар и две школы (начальная и музыкальная) в Монреале. В 1984 году его бронзовый бюст установлен в фойе носящего его имя концертного зала «Площади искусств».